# Josep Maria Baquero i Vidal
Josep Maria Baquero i Vidal, (Barcelona, 11 de juny de 1861 - Madrid, 20 de gener de 1905) fou un jugador d'escacs i problemista català, un dels més forts jugadors de Catalunya a les darreries del segle xix.

## Biografia
Va néixer al carrer de les Carretes de Barcelona, fill del músic basc José María Baquero Domínguez, natural de Sant Sebastià, i de Dolors Vidal i Ferran, natural de Barcelona.
Baquero està vinculat als inicis dels escacs a la ciutat de Barcelona. Era un dels aficionats que a la dècada dels 1860 fou soci del Cercle d'escacs del Café del Recreo, al carrer d'Escudellers de Barcelona, amb, entre d'altres, Carles Bosch de la Trinxeria. El 1877 jugava a escacs a la societat escaquística (o Cercle) constituïda de facto al número 10 de la Plaça Reial. Alguns anys després, el Cercle de la Plaça Reial es va dissoldre, i Baquero i d'altres aficionats varen acabar (ja el 1891) al Cafè Anglès, al carrer de Ferran, lloc on s'iniciaren en els escacs dos dels personatges més rellevants pels escacs catalans de principis del segle xx, el barceloní Valentí Marín i Llovet i el mallorquí Joan Capó González.
Baquero era també habitual de les tertúlies d'escacs que es feien al Café de la Alhambra a la Rambla de Catalunya, i al Café Munich a la Plaça de Catalunya.
Baquero fou un dels jugadors d'escacs espanyols més forts a la segona meitat del segle xix. El 1891 a Barcelona hi va vèncer Vicente Martínez de Carvajal en un matx (+9, -5, =0), celebrat amb motiu de la visita que Carvajal (que venia d'Almería) feu a la ciutat i en la qual va vèncer tots els rivals excepte Baquero.
Fou amic i mestre de Josep Paluzie i Lucena. Va morir sobtadament a Madrid el 20 de gener de 1905.